# James Chan Soon Cheong

Bischofswappen von James Chan Soon Cheong

James Chan Soon Cheong (* 26. Juli 1926 in Selama, Perak, Föderation Malaya; † 22. April 2023 in Plentong) war ein malaysischer Geistlicher und römisch-katholischer Bischof von Melaka-Johor.

## Leben
James Chan Soon Cheong besuchte die St. Xavier’s Institution in Penang und ab 1946 die St. George’s Institution in Taiping sowie ab 1950 das Kleine Seminar St. Francis Xavier in Singapur. Von 1953 bis 1959 studierte er Philosophie und Katholische Theologie am Priesterseminar in Penang. Am 9. August 1959 empfing er das Sakrament der Priesterweihe für das Bistum Penang.
Chan Soon Cheong war zunächst als Pfarrvikar der Pfarrei Seven Sorrows in Penang tätig, bevor er 1963 Pfarradministrator der Pfarrei St. Anne in Bukit Mertajam wurde. Von 1965 bis 1966 war er Pfarrvikar der Pfarrei St. Francis Xavier in Penang. 1967 wurde er Diözesanprokurator sowie 1968 persönlicher Sekretär des Bischofs von Penang, Gregory Yong Sooi Ngean, und Schatzmeister des Bistums. Ab 1970 wirkte zusätzlich als Pfarrer der Pfarrei Holy Spirit in Penang. Daneben leitete er von 1959 bis 1972 den katholischen Informationsdienst des Bistums Penang.
Papst Paul VI. ernannte ihn am 18. Dezember 1972 zum ersten Bischof von Malakka-Johor (später: Melaka-Johor). Der Erzbischof von Kuala Lumpur, Dominic Vendargon, spendete ihm am 8. Juni 1973 in der Kathedrale Immaculate Conception in Johor Bahru die Bischofsweihe; Mitkonsekratoren waren Michel Olçomendy MEP, Erzbischof von Singapur, und Gregory Yong Sooi Ngean, Bischof von Penang. Chan Soon Cheong wählte den Wahlspruch To serve is my joy („Zu dienen ist meine Freude“). Er setzte sich als Bischof besonders für die Umsetzung der Beschlüsse des Zweiten Vatikanischen Konzils ein und förderte die Gründung von Basisgemeinden und die charismatische Bewegung. Ferner wurden auf seine Initiative hin 1980 das Majodi Centre, ein Haus für Ruhestandsgeistliche, und 1982 die neue Kathedrale des Bistums, die Cathedral of the Sacred Heart of Jesus, errichtet.
Zudem fungierte James Chan Soon Cheong von 1975 bis 1994 als Generalsekretär der Bischofskonferenz von Malaysia, Singapur und Brunei (BCMSB) und von 1975 bis 2001 als deren Schatzmeister. Außerdem leitete er die Kommissionen für die Katechese, für die sozialen Kommunikationsmittel und für die charismatische Erneuerung sowie die Kommission für die Ökumene und den interreligiösen Dialog.
Am 10. Dezember 2001 nahm Papst Johannes Paul II. sein altersbedingtes Rücktrittsgesuch an. James Chan Soon Cheong lebte zuletzt im Majodi Centre in Plentong, wo er im April 2023 starb. Er wurde auf dem katholischen Friedhof in Ulu Tiram beigesetzt.

## Schriften
- When The Fruits Of The Rambutan Tree Are About To Ripen. The Life And Spirituality of Bishop James Chan. Woo Jin Publishing Co., Seoul 1992.